# 전명성
전명성(1993년 8월 19일~)은 조선민주주의인민공화국의 역도 선수이다. 2018년 아시안게임 남자 85kg급 에서 동메달을,  2015년 아시아 역도 선수권 대회 남자 77kg급에서 은메달을 획득했다.